# Sandra Díaz (actriz)
Sandra Díaz es una actriz y modelo venezolana. Ella se dio a través de telenovelas producidas por Radio Caracas Televisión. Su rol más significativo lo obtuvo en 2012 en la telenovela Nacer contigo. Posteriormente se dio a conocer en Estados Unidos con la serie El señor de los cielos.

## Filmografía
| Año       | Título                   | Personaje               |
| --------- | ------------------------ | ----------------------- |
| 2008      | La trepadora             | Francia Laretti         |
| 2009      | Calle Luna, Calle Sol    | Valerie Hidalgo Arriaga |
| 2010      | Que el cielo me explique | Mayte Sanabria          |
| 2011      | La Banda                 | Suxy                    |
| 2012      | Nacer contigo            | Areúsa Rodríguez        |
| 2013      | Las Bandidas             | Betsabé                 |
| 2014-2015 | El Señor de los Cielos   | Irma Veracierta         |